# ووجنکا گورنا
ووجنکا گورنا (به لاتین: Łodzinka Górna) یک روستا در لهستان است که در گمینا بیرچا واقع شده‌است. ووجنکا گورنا ۱۴۱ نفر جمعیت دارد.